# Arctides guineensis
Arctides guineensis är en kräftdjursart som först beskrevs av Lorenz Spengler 1799.  Arctides guineensis ingår i släktet Arctides och familjen Scyllaridae. IUCN kategoriserar arten globalt som livskraftig. Inga underarter finns listade i Catalogue of Life.